# Юхан Кукк
Юхан Кукк (ест. Johan (Johann) Kukk; 13 квітня 1885, волость Салла, Вірумаа — 4 грудня 1942, Архангельська область) — естонський та радянський державний діяч, підприємець.

## Біографія
Закінчив торговий факультет Ризького політехнічного інституту (1910), стажувався в Німеччині.
У 1910—1912 працював в Першому позиково-ощадному товаристві в Тарту.
У 1911—1919/1920 займався журналістською діяльністю в кооперативному виданні Ühistegevusleht.
З 1914 — керівник кооперативного бюро, в 1915—1919 — голова Товариства сприяння кооперації.
У 1917—1919 — член Тимчасового земського ради Естонії.
У 1917—1918 — керівник фінансового департаменту Естляндського губернського правління.
19 лютого 1918 заочно був включений до складу Комітету порятунку Естонії, але 20 лютого він взяв самовідвід і був замінений Костянтином Коник, також брав участь у комісії з редагування декларації незалежності.
У 1918—1919 — міністр фінансів і державного майна Тимчасового уряду Естонії.
У 1919 — член Установчих зборів.
У 1919—1930 — голова ради Естонського кооперативного союзу.
У 1919—1920 — міністр фінансів Естонії.
З 1920 — голова ради Rahvapank (Народного банку).
У 1920—1921 — міністр торгівлі і промисловості Естонії.
У 1920—1926 — член Рійгікогу (парламенту), в 1921—1922 — його голова.
З 21 листопада 1922 по 2 серпня 1923 — державний старійшина (глава держави).
У 1923—1924, 1926—1930 — директор Естонського центрального суспільства споживчих спілок.
У 1924—1925 — директор Банку Естонії.
У 1925—1940 — голова ради National Peat Industry (з 1936 — Estonian Peat Industry).
У 1931—1940 — голова ради Балтійської бавовняної фабрики.
У 1933—1940 — директор Kreenbalt Ltd.
У 1933—1934 читав лекції з фінансової та промислової політики в Тартуському університеті.
У 1936—1940 — голова Всеестонського союзу текстильних підприємств.
У 1937—1940 — член ради Палати торгівлі та промисловості.
Критично ставився до авторитарного режиму Костянтина Пятс, сталому після державного перевороту 1934.
У 1940 був заарештований органами НКВС, помер в ув'язненні. Похований в Таллінні на цвинтарі Хійу-Раху.